# Gerd Baron

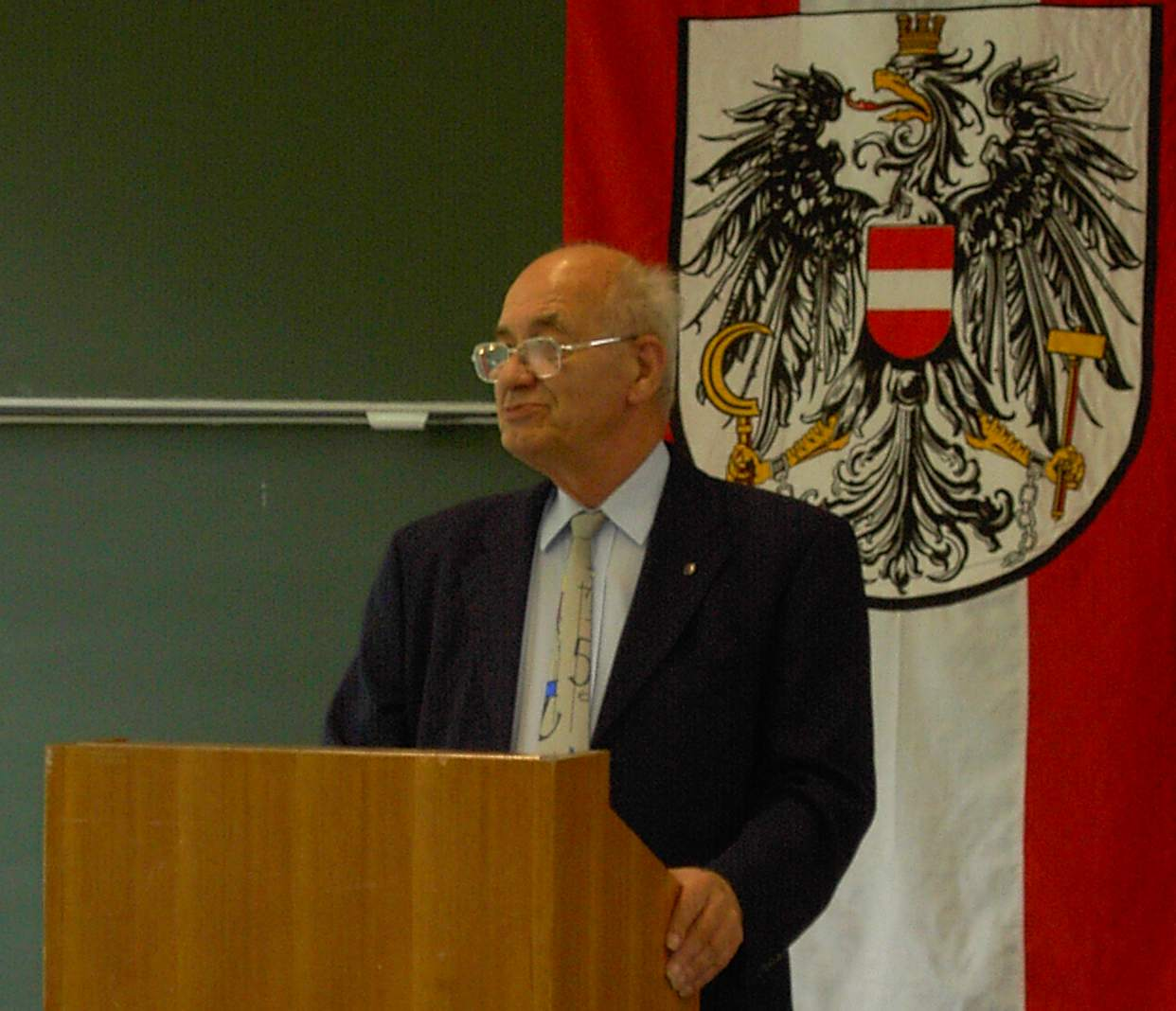
Gerd Baron bei der Preisverleihung der ÖMO 2005

Gerd Baron (* 26. September 1940 in Österreich; † 30. Mai 2019) war ein österreichischer Mathematiker. Er war Professor an der Technischen Universität Wien und jahrzehntelang wissenschaftlicher Leiter der Österreichischen Mathematik-Olympiade (ÖMO).

## Arbeit für die ÖMO
Gerd Baron leitete bis 2014 die ÖMO. Er stellte alle Aufgaben des Gebietswettbewerbs und der Bundeswettbewerbe (BW1 und BW2) selbst zusammen und war Vorsitzender der Jury sowie wissenschaftlicher Leiter. Außerdem leitete er den österreichischen Vorbereitungskurs zur Internationalen Mathematik-Olympiade (IMO). Die wissenschaftliche Leitung wurde übergeben an Clemens Heuberger; die Wettbewerbsaufgaben werden fortan – ähnlich wie für die IMO – durch eine Jury aus Einsendungen ausgewählt.
Außerhalb seiner Tätigkeiten für die ÖMO war er Professor an der TU Wien, leitete aber auch manchmal einen Übungskurs für Mathematik. Er entwarf außerdem mathematische Aufgaben für Zeitschriften wie zum Beispiel Spektrum der Wissenschaft.
Im Wintersemester 2005 beendete er seine Karriere als Professor an der TU Wien und trat in den Ruhestand.
Gerd Baron starb im Mai 2019 im 79. Lebensjahr. Sein Begräbnis fand am 24. Juni 2019 im Hernalser Friedhof statt (Grab 14/A/230).

## Publikationen
Gerd Baron ist einer der Autoren des dreibändigen Werkes Einführung in die Mathematik für Informatiker, das im Springer-Verlag erschien.
- Gerd Baron, Peter Kirschenhofer: Einführung in die Mathematik für Informatiker. Band 1. Springer-Verlag, Wien 1992, ISBN 978-3-211-82397-2.
- Gerd Baron, Peter Kirschenhofer: Einführung in die Mathematik für Informatiker. Band 2. Springer-Verlag, Wien 1996, ISBN 978-3-211-82748-2.
- Gerd Baron, Peter Kirschenhofer: Einführung in die Mathematik für Informatiker. Band 3. Springer-Verlag, Wien 1996, ISBN 978-3-211-82797-0.

Er publizierte gemeinsam mit Andrzej Schinzel über eine Erweiterung des Satzes von Wilson, was ihm die Erdős-Zahl 2 einbrachte:
- Andrzej Schinzel, Gerd Baron: An extension of Wilson’s theorem. In: C. R. Math. Rep. Acad. Sci. Canada. Band 1, Nr. 2, 1979, ISSN 0706-1994, S. 115–118.

## Auszeichnungen (Auswahl)
- 2017: Großes Ehrenzeichen für Verdienste um die Republik Österreich[3]